# Wozzeck (Gurlitt)
Wozzeck ist eine deutsche Oper in achtzehn Szenen und einem Epilog von Manfred Gurlitt (op. 16). Das Libretto verfasste Gurlitt selbst. Es basiert auf Georg Büchners Drama Woyzeck (1836) in der 1879 von Karl Emil Franzos herausgegebenen Fassung. Die Uraufführung der Oper fand am 22. April 1926 im Stadttheater Bremen statt.

## Orchester
Die Orchesterbesetzung der Oper umfasst die folgenden Instrumente:
- Holzbläser: drei Flöten (auch Piccolo), zwei Oboen, Englischhorn, zwei Klarinetten, Bassklarinette, zwei Fagotte, Kontrafagott
- Blechbläser: vier Hörner, drei Trompeten, drei Posaunen, Basstuba
- Pauken, Schlagzeug: große Trommel, kleine Trommel, Becken, Triangel, Glocken, Glockenklavier
- Celesta, Klavier
- Harfe
- Streicher (stark besetzt)
- Singstimmen: Sopran, Doppel-Vokalquartett (zwei Soprane, zwei Alte, zwei Tenöre, zwei Bässe), zwölf Frauenstimmen, sechs Tenöre
- Bühnenmusik (kann bis auf die Trompete aus dem Orchester besetzt werden): Klarinette, Trompete, drei Posaunen, zwei kleine Trommeln, Solovioline, sechs Violinen, Bratsche, Kontrabass, Alt, Chor

Der Chor singt teilweise hinter der Szene. Einige Singstimmen befinden sich im Orchester. Der Kinderchor ist mehrstimmig.

## Werkgeschichte
Gurlitt hatte ungefähr gleichzeitig wie Alban Berg die Idee, das fragmentarisch überlieferte Drama Woyzeck von Georg Büchner als Stoff für eine musikdramatische Bearbeitung heranzuziehen.
Gurlitts Oper wurde am 22. April 1926 am Stadttheater Bremen uraufgeführt, rund vier Monate nachdem am 14. Dezember 1925 an der Berliner Staatsoper Bergs Wozzeck uraufgeführt worden war. Die Inszenierung stammte von Willy Becker. Der Komponist dirigierte die Aufführung selbst. Seine Frau Maria Hartow sang die Partie der Marie. Die Titelrolle übernahm Theo Thement. Weitere Mitwirkende waren Hans Depser (Doktor), Lars Boelicke (Andres), Rudolf Lazer (Hauptmann), Philipp Kraus (Tambourmajor), Elly Krasser (Margaret), Else Blume (alte Frau) und Willy Birkenfeld (Jude).
Gurlitt und Berg wussten nichts vom Projekt des Kollegen. Die Veröffentlichung von Büchners Fragmenten durch Karl Emil Franzos führte zu einem außerordentlichen Interesse von Regisseuren und Theatern überhaupt. Berg, der durch seinen Verlag Universal Edition über das Konkurrenzprojekt informiert und daher verunsichert war, nahm den Klavierauszug von Gurlitts Werk zur Kenntnis und äußerte sich darüber in einem Brief an Erich Kleiber, den Dirigenten der Uraufführung seiner eigenen Oper. Die Qualität und Originalität von Gurlitts Werk stellte er nicht infrage. Gurlitts Werk war eher von der sogenannten Neuen Sachlichkeit beeinflusst und stand der Ästhetik eines Paul Hindemith und Kurt Weill näher.
Noch im selben Jahr 1926 gab es eine weitere Produktion in Mainz. Die nächste Aufführung fand erst 1985 konzertant unter der Leitung von Lothar Zagrosek im Großen Konzerthaus Wien statt. Sie wurde vom Österreichischen Rundfunk ausgestrahlt. Eine szenische Produktion gab es 1987 erneut in Bremen in einer Inszenierung von Arno Wüstenhöfer, der das Werk um einige weitere Texte Büchners ergänzte. 1997 wurde Gurlitts Wozzeck in Gießen und Rouen gespielt und 1998 beim Maggio Musicale Fiorentino.:6012 2007 in Madrid und 2013 in Darmstadt wurde das Werk Alban Bergs Fassung gegenübergestellt. Regie in Darmstadt führte John Dew. Die musikalische Leitung hatte Martin Lukas Meister.

## Aufnahmen
- 17. Februar 1987 – Gerhard Schneider (Dirigent), Arno Wüstenhöfer (Inszenierung) Philharmonisches Staatsorchester Bremen, Chor des Theaters der Stadt Bremen.
 Richard Salter (Wozzeck), Katherine Stone (Marie), Hans-Georg Knoblich (Hauptmann), Jean van Ree (Doktor), Tadeusz Galczuk (Andres), Thomas Mohr (Tambourmajor), Kate Butler (Margaret), Eva Gilhofer (alte Frau), Hermann Schnok (Jude), Alexandra Schwarze (Mädchen), Kurt Ackermann (Ausrufer), Christian Marzog (Kind), David Greiner (Narr).
 Live aus Bremen; Fassung von Arno Wüstenhofer mit vier zusätzlichen Texten Büchners, ohne die Sprechtexte der Bürger in der 18. Szene.[5]:6009
- 16.–23. April 1993 – Gerd Albrecht (Dirigent), Deutsches Symphonie-Orchester Berlin, RIAS Kammerchor Berlin.
 Roland Hermann (Wozzeck), Celina Lindsley (Marie), Anton Scharinger (Hauptmann), Robert Wörle (Doktor), Endrik Wottrich (Andres), Jörg Gottschick (Tambourmajor), Christiane Berggold (Margaret und Mädchen), Gabriele Schreckenbach (alte Frau und Altstimme), Reinhard Ginzel (Jude), Regina Schudel (Sopransolo).
 Studioaufnahme, vollständig.
 Capriccio CD: 60 052.[5]:6011
- 12. Juni 1998 – Gerd Albrecht (Dirigent), Orchester und Chor des Maggio Musicale Fiorentino.
 Roland Hermann (Wozzeck), Celina Lindsley (Marie), Anton Scharinger (Hauptmann), Robert Wörle (Doktor), Jörg Gottschick (Tambourmajor).
 Live, konzertant aus Florenz.[5]:6012